# Ric Marlow
Ric Marlow (21 décembre 1925 à New York) et mort le 28 février 2017, est un acteur et auteur-compositeur américain, surtout connu pour avoir écrit avec Bobby Scott la chanson A Taste of Honey qui remporte un Grammy en 1962,. La chanson a été enregistrée par de nombreux artistes dont Barbra Streisand, Tony Bennett, Herb Alpert et The Beatles. Il interprète également plusieurs rôles, essentiellement dans des séries télévisées, Bonanza, Hawaï police d'État et Magnum.

## Les débuts
Marlow est né dans le Bronx ,New York mais a grandi a Long Island, New York. 
Sachant qu'il avait un amour inconditionnel pour la music, particulièrement le chant, il passa beaucoup de temps avec sa tante qui elle travaillait comme secrétaire pour le président de Chappell & Company, plus tard connu sous le nom de Warner/Chappell Music. C'est à travers le travail de sa tante qu'il a pu rencontrer pleins d'artistes de l'époque tel que Tommy Dorsey, Harry James, Oscar Levant, Rudy Vallee et Red Nichols.
Marlow a commencé sa carrière en tant que chanteur en chantant dans des cafés locaux à travers les Etats-Unis. A côté, il a aussi travaillé en tant que chauffeur de taxi et dans le transport du ciment. 

## Source de la traduction
- (en) Cet article est partiellement ou en totalité issu de l’article de Wikipédia en anglais intitulé « Ric Marlow » (voir la liste des auteurs).